# Losers, Kings, and Things We Don't Understand
Losers, Kings, and Things We Don't Understand is het eerste verzamelalbum van de Amerikaanse ska-punkband Less Than Jake. Het album werd uitgegeven op 22 april 1995 via No Idea Records op cd en lp en bestaat uit het niet eerder uitgegeven nummer "Good Time for Change" en alle voorgaande uitgaves van de band waaronder Smoke Spot (1993) en Making Fun of Things You Don't Understand (1995), met als uitzondering het debuutalbum Pezcore (1995).

## Nummers
1. "Soundman/Soundcheck" - 2:35
2. "24 Hours in Paramus" - 3:13
3. "Whipping Boy" - 3:08
4. "Time and a Half" - 2:02
5. "Econologed" - 4:08
6. "Pez King" - 2:30
7. "Where the Hell is Mike Sinkovich?" - 2:18
8. "This is Going Nowhere" - 3:01
9. "Laverne and Shirley" - 0:52
10. "Fucked" - 1:20
11. "867-5309 (Jenny)" - 2:14
12. "Dukes of Hazzard" - 0:41
13. "Shotgun" - 3:37
14. "Down in the Mission" - 2:48
15. "St. James Hotel" - 2:38
16. "Glumble" - 2:09
17. "Lucky Day" - 2:37
18. "Who Holds the Power Ring?" - 2:13
19. "Wish Pig" - 3:15
20. "Awkward Age" - 2:56
21. "Good Time for Change" - 2:18